# Žalgiris B Vilnius
El Žalgiris B es un equipo de fútbol de Lituania que juega en la 2 Lyga, la tercera división de fútbol en el país.

## Historia
Fue fundado en el año 1991 en la capital Vilnius como el principal equipo filial del FK Zalgiris y fue uno de los equipos fundadores de la 1 Lyga en 1991, además de ser el único equipo filial de la categoría en su temporada inaugural, y también el primer campeón de la categoría.
Por dos temporadas el club estuvo inactivo hasta que en la temporada de 1994/95 logra el ascenso a la A Lyga, convirtiéndose en el primer equipo filial en jugar en la máxima categoría del fútbol de Lituania.
El club juega por una temporada en la máxima categoría como equipo filial, pero para la temporada 1996/97 se decide que ya no sería más un equipo filial del FK Zalgiris y cambia su nombre por el de Zalgiris Vomelta-Vilnius, pero esa temporada terminan en último lugar y desciende de categoría.
En 1997 regresa a ser un equipo filial del FK Zalgiris ahora con el nombre Andas Zalgiris-2, regresando a la máxima categoría un año después luego de adquirir la plaza del Gelezinis Vilkas Vilnius, pero regresa a la segunda categoría durante el periodo de transición de la liga en la temporada de 1999.

## Palmarés
- 1 Lyga: 3

1991, 1991/92, 1994/95